# Bergantiños Fútbol Club
El Bergantiños Fútbol Club és un club de futbol gallec de la localitat de Carballo, situada a la comarca corunyesa de Bergantiños. Fundat el 1923, juga actualment al grup I de Tercera Divisió.